# Al Azizija
Al Azizija je mesto na severozahodu Libije, ki leži približno 40 km južno od glavnega mesta Tripoli, ob pomembni prometni povezavi proti jugu države. Mesto je znano predvsem kot kraj, kjer so 22. septembra 1922 izmerili temperaturo zraka 58 °C, kar je skoraj sto let veljalo za rekordno visoko temperaturo. Vendar je bil podatek sporen zaradi metodoloških napak, zato ga je komisija Svetovne meteorološke organizacije septembra 2012 razveljavila. Od takrat ima rekord Dolina smrti v Kaliforniji (ZDA), kjer so leta 1913 namerili 56,7 °C.